# 새마을운동중앙회
새마을운동중앙회(-運動中央會)는 국민운동단체로, 근면, 자조, 협동 새마을정신을 바탕으로 다 함께 잘 사는 따뜻한 공동체 만들기에 앞장서고 있는 비영리 사단법인이다. 서울특별시 강남구 영동대로 316 (대치2동 1008-4)에 위치하고 있다가 2016년 2월 23일 경기도 성남시 분당구 새마을로 257 새마을운동중앙연수원 본관으로 이전하였다.

## 설립 근거
- 새마을운동조직 육성법 제1조[1]

## 주요 업무
- 건강하고 행복한 공동체 문화조성으로 함께 사는 따뜻한 세상
- 탄소중립을 위한 실천과 연대 강화로 지속가능한 지구환경 보전
- 새마을운동의 세계적 확산을 통한 지구촌 공동번영 구현
- 새마을조직 역량 강화를 위한 대학생, 청년조직 확대
- 건전한 파트너십 형성을 위한 민·관·산 협력체계 구축

## 연혁
- 1980년 12월 1일 새마을운동중앙본부 창립 (종로구 삼청동 25-1)
- 1989년 3월 21일 새마을운동중앙본부⇒새마을운동중앙협의회로 명칭 변경
- 2013년 12월 1일 새마을운동연구소 설립
- 2016년 2월 19일 새마을운동중앙회 사무실 이전(강남구 대치2동→분당구 새마을로 257)

## 조직

### 중앙회
- 총회
- 이사회
- 중앙연수원

### 시도지부
- 시군구지회

### 회원단체
- 새마을지도자중앙협의회
- 새마을부녀회중앙연합회
- 직장·공장새마을운동중앙협의회
- 새마을문고중앙회
- 새마을금고중앙회

### 관련단체
- 새마을사랑모임
- 한국대학교수새마을연구회
- 새마을교통봉사대
- 새마을후원회

## 같이 보기
- 새마을금고중앙회
- 김준 (1926)